# Эрнест Льюк (станция метро, Барселона)
Эрнест Льюк (кат. Ernest Lluch) — станция Барселонского метрополитена, открывшаяся 25 июля 2021 года на действующем перегоне «Пубилья-Казес» — «Кольбланк» линии 5.
Станция расположена в одноимённом районе одноимённого округа Барселоны.
Имеет наземную пересадку на остановку трамвайной системы Trambaix, через которую проходят все 3 маршрута системы.

## Примечания

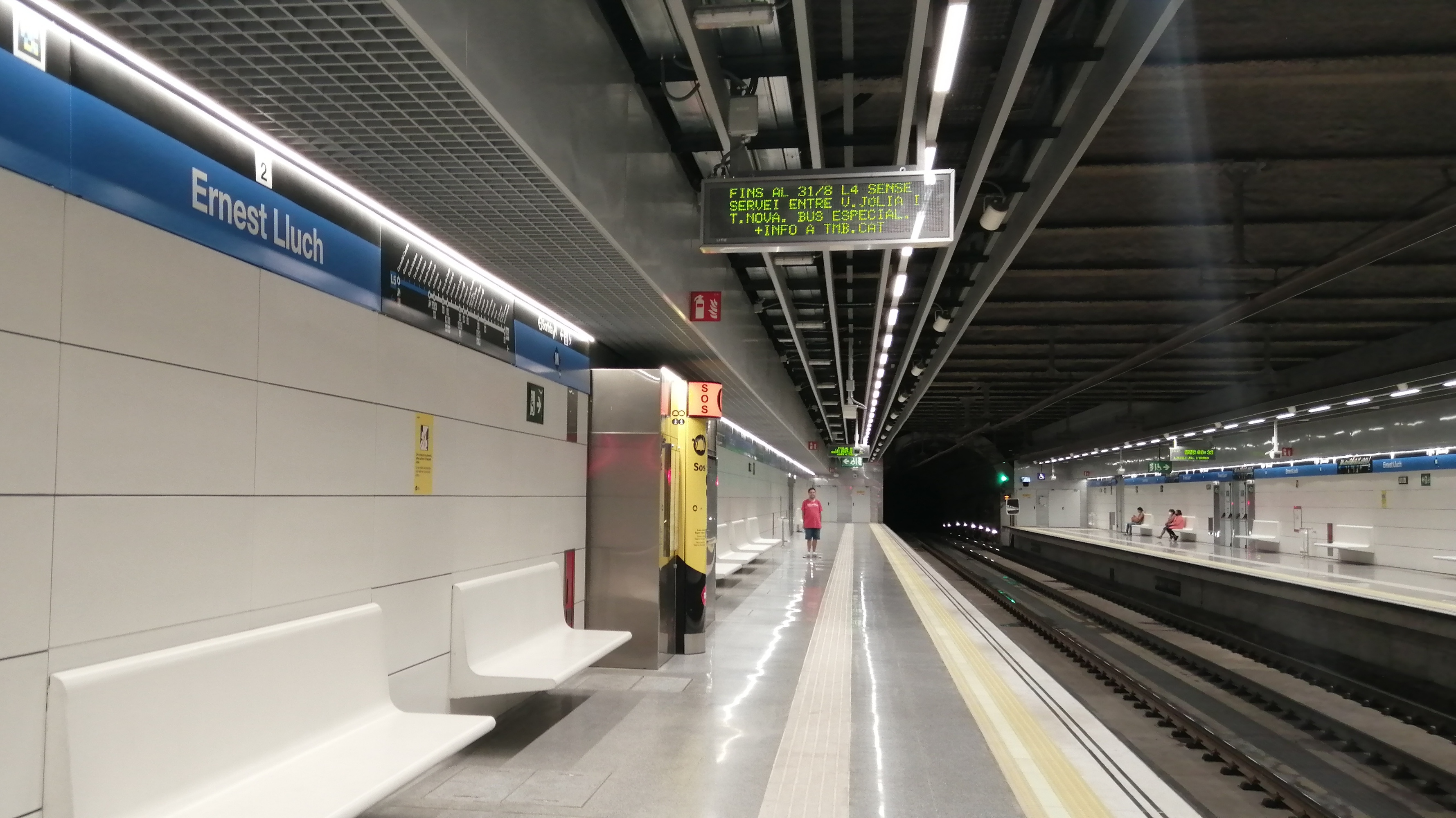
Новая станция линии 5 Барселонского метрополитена